# Tipperary South (circonscription du Dáil)
Tipperary South est une circonscription électorale irlandaise de 1948 à 2016. Elle permettait d'élire des membres du Dáil Éireann, la chambre basse de l'Oireachtas, le parlement d'Irlande. L'élection se faisait suivant un scrutin proportionnel plurinominal avec scrutin à vote unique transférable.

## Histoire
Elle a été créée pour les élections générales de 1948 lorsque l'ancienne circonscription de Tipperary a été divisée en Tipperary North et Tipperary South. Elle était composée du comté de Tipperary-Sud, de certaines régions du comté de Tipperary-Nord et d'une petite partie du comté de Waterford au sud de Clonmel. Les principaux centres de population étaient Tipperary, Clonmel, Cashel, Carrick-on-Suir et Cahir.
Elle a été aboli aux élections générales de 2016 et remplacée par la nouvelle circonscription de Tipperary.

## Députés
Note : Les colonnes de ce tableau sont utilisées uniquement à des fins de présentation et aucune importance ne doit être attachée à l'ordre des colonnes. Pour plus de détails sur l'ordre dans lequel les sièges ont été remportés à chaque élection, voir les résultats détaillés de cette élection.

## Élections

### Élections générales de 2011
| Parti | Parti                         | Candidat         | %    | Comptage | Comptage | Comptage | Comptage | Comptage |
| Parti | Parti                         | Candidat         | %    | 1        | 2        | 3        | 4        | 5        |
| --- | ----------------------------- | ---------------- | ---- | -------- | -------- | -------- | -------- | -------- |
| | Workers and Unemployed Action | Séamus Healy     | 21,3 | 8 818    | 9 542    | 11 265   |          |          |
| | Fine Gael                     | Tom Hayes        | 21,5 | 8 896    | 9 214    | 10 186   | 10 463   |          |
| | Sans étiquette                | Mattie McGrath   | 14,7 | 6 074    | 6 349    | 7 078    | 7 413    | 9,978    |
| | Fine Gael                     | Michael Murphy   | 13,1 | 5 402    | 5 563    | 6,404    | 6,633    | 7,948    |
| | Fianna Fáil                   | Martin Mansergh  | 13,1 | 5 419    | 5 588    | 5 865    | 5 948    |          |
| | Parti travailliste            | Phil Prendergast | 10,9 | 4 525    | 4 966    |          |          |          |
| | Sinn Féin                     | Michael Browne   | 4,5  | 1 860    |          |          |          |          |
| | Parti vert                    | Paul McNally     | 0,9  | 367      |          |          |          |          |
| Électorat : 57 420 Valide : 41 361 Non valide : 432 (1,0%) Quota : 10 341 Participation : 41 793 (72,8%) |                               |                  |      |          |          |          |          |          |

### Élections générales de 2007
| Parti                                                                                                   | Parti                    | Candidat         | %    | Comptage | Comptage | Comptage | Comptage | Comptage | Comptage | Comptage | Comptage |
| Parti                                                                                                   | Parti                    | Candidat         | %    | 1        | 2        | 3        | 4        | 5        | 6        | 7        | 8        |
| --- | ------------------------ | ---------------- | ---- | -------- | -------- | -------- | -------- | -------- | -------- | -------- | -------- |
| | Fine Gael                | Tom Hayes        | 21,1 | 8 200    | 8 386    | 8 823    | 9 070    | 10 518   |          |          |          |
| | Fianna Fáil              | Mattie McGrath   | 19,6 | 7 608    | 7 711    | 7 811    | 7 994    | 8 463    | 10 093   |          |          |
| | Fianna Fáil              | Martin Mansergh  | 15,8 | 6 110    | 6 261    | 6 406    | 6 528    | 6 752    | 8 813    | 9 028    | 9 341    |
| | Sans étiquette           | Séamus Healy     | 14,7 | 5 707    | 5 884    | 6 036    | 6 456    | 7 548    | 8 591    | 9 198    | 9 282    |
| | Fianna Fáil              | Siobhán Ambrose  | 11,1 | 4 286    | 4 414    | 4 497    | 4 649    | 5 097    |          |          |          |
| | Parti travailliste       | Phil Prendergast | 8,8  | 3 400    | 3 631    | 3 752    | 3 907    |          |          |          |          |
| | Sinn Féin                | Liam Browne      | 3,1  | 1 198    | 1 266    | 1 363    |          |          |          |          |          |
| | Sans étiquette           | Tom Wood         | 2,9  | 1 141    | 1 187    |          |          |          |          |          |          |
| | Parti vert               | Bernard Lennon   | 1,5  | 591      |          |          |          |          |          |          |          |
| | Démocrates progressistes | Richie Molloy    | 0,9  | 364      |          |          |          |          |          |          |          |
| | Démocrates progressistes | Peadar O'Donnell | 0,5  | 177      |          |          |          |          |          |          |          |
| Électorat : 54 637 Valide : 38 782 Non valide : 330 (0,8%) Quota : 9 696 Participation : 39 112 (71,6%) |                          |                  |      |          |          |          |          |          |          |          |          |

### Élections générales de 2002
| Parti                                                                                                   | Parti                | Candidat              | %    | Comptage | Comptage | Comptage |
| Parti                                                                                                   | Parti                | Candidat              | %    | 1        | 2        | 3        |
| --- | -------------------- | --------------------- | ---- | -------- | -------- | -------- |
| | Fine Gael            | Tom Hayes             | 24,5 | 8 997    | 9 133    | 10 724   |
| | Fianna Fáil          | Noel Davern           | 24,2 | 8 888    | 9 085    | 10 029   |
| | Sans étiquette       | Séamus Healy          | 20,1 | 7 350    | 7 765    | 9 477    |
| | Fianna Fáil          | Martin Mansergh       | 14,3 | 5 233    | 5 433    | 5 888    |
| | Parti travailliste   | Denis Landy           | 9,1  | 3 353    | 3 555    |          |
| | Sans étiquette       | Tom Wood              | 4,1  | 1 515    | 1 631    |          |
| | Sinn Féin            | Muiris Ó Suilleabháin | 3,3  | 1 210    |          |          |
| | Christian Solidarity | Michael Larkin        | 0,3  | 120      |          |          |
| Électorat : 56 092 Valide : 36 666 Non valide : 390 (1,1%) Quota : 9 167 Participation : 37 056 (66,1%) |                      |                       |      |          |          |          |

### Élections partielles de 2001
Après le décès de Theresa Ahearn du Fine Gael, une élection partielle a lieu le 30 juin 2001. Le siège est obtenu par le candidat du Fine Gael Tom Hayes.
| Parti                                                                    | Parti              | Candidat         | Première préférence | %    | Siège | Comptage |
| ------------------------------------------------------------------------ | ------------------ | ---------------- | ------------------- | ---- | ----- | -------- |
|                                                                          | Fine Gael          | Tom Hayes        | 11 446              | 35,9 | 1     | 3        |
|                                                                          | Sans étiquette     | Phil Prendergast | 7 897               | 24,8 |       |          |
|                                                                          | Fianna Fáil        | Michael Maguire  | 8 461               | 26,5 |       |          |
|                                                                          | Parti travailliste | Denis Landy      | 4 103               | 12,9 |       |          |
| 'Électorat : 54 542 Valide : 31 907 Quota : 15 954 Participation : 58,5% |                    |                  |                     |      |       |          |

### Élections partielles de 2000
Après le décès de Michael Ferris du Labour Party, une élection partielle a lieu le 22 juin 2000. Le siège est obtenu par le candidat indépendant Séamus Healy.
| Parti                                                                    | Parti                | Candidat          | Première préférence | %    | Siège | Comptage |
| ------------------------------------------------------------------------ | -------------------- | ----------------- | ------------------- | ---- | ----- | -------- |
|                                                                          | Sans étiquette       | Séamus Healy      | 9 419               | 30,8 | 1     | 3        |
|                                                                          | Fine Gael            | Tom Hayes         | 8 184               | 26,8 |       |          |
|                                                                          | Fianna Fáil          | Barry O'Brien     | 6 959               | 22,8 |       |          |
|                                                                          | Parti travailliste   | Ellen Ferris      | 5 133               | 16,8 |       |          |
|                                                                          | Christian Solidarity | Mary Heaney       | 784                 | 2,6  |       |          |
|                                                                          | Natural Law          | Raymond McInerney | 97                  | 0.3  |       |          |
| 'Électorat : 52 740 Valide : 30 576 Quota : 15 289 Participation : 57,9% |                      |                   |                     |      |       |          |

### Élections générales de 1997
| Parti | Parti              | Candidat          | Première préférence | %    | Siège | Comptage |
| --- | ------------------ | ----------------- | ------------------- | ---- | ----- | -------- |
| | Fianna Fáil        | Noel Davern       | 8 995               | 25,5 | 1     | 1        |
| | Fine Gael          | Theresa Ahearn    | 8 494               | 24,1 | 2     | 3        |
| | Parti travailliste | Michael Ferris    | 5 681               | 16,1 | 3     | 5        |
| | Sans étiquette     | Séamus Healy      | 5 814               | 16,5 |       |          |
| | Fianna Fáil        | Michael Maguire   | 4 151               | 11,8 |       |          |
| | National Party     | John Harold Barry | 2 125               | 6,0  |       |          |
| 'Électorat : 51 925 Valide : 35 260 Non valide : 374 (1,1%) Quota : 8 816 Participation : 35 634 (68,6%) |                    |                   |                     |      |       |          |

### Élections générales de 1992
| Parti | Parti              | Candidat        | Première préférence   | %    | Siège | Comptage |
| --- | ------------------ | --------------- | --------------------- | ---- | ----- | -------- |
| | Ceann Comhairle    | Seán Treacy     | Automatiquement réélu | N/A  | 1     | 1        |
| | Fine Gael          | Theresa Ahearn  | 8 103                 | 20,4 | 2     | 3        |
| | Fianna Fáil        | Noel Davern     | 7 463                 | 18,8 | 3     | 5        |
| | Parti travailliste | Michael Ferris  | 8 306                 | 20,9 | 4     | 5        |
| | Sans étiquette     | Séamus Healy    | 4 023                 | 10,1 |       |          |
| | Fianna Fáil        | Seán Byrne      | 3 851                 | 9,7  |       |          |
| | Fianna Fáil        | Seán McCarthy   | 3 849                 | 9,7  |       |          |
| | Fine Gael          | Brendan Griffin | 2 854                 | 7,2  |       |          |
| | Sans étiquette     | Joe O'Gorman    | 1 016                 | 2,6  |       |          |
| | Sinn Féin          | Terry Crowe     | 205                   | 0,5  |       |          |
| 'Électorat : 56 800 Valide : 39 670 Non valide : 533 (1,3%) Quota : 9 918 Participation : 40 203 (70,8%) |                    |                 |                       |      |       |          |

### Élections générales de 1989
| Parti                                                        | Parti                    | Candidat          | Première préférence    | %    | Siège | Comptage |
| ------------------------------------------------------------ | ------------------------ | ----------------- | ---------------------- | ---- | ----- | -------- |
|                                                              | Ceann Comhairle          | Seán Treacy       | Automatically returned | N/A  | 1     |          |
|                                                              | Fianna Fáil              | Noel Davern       | 9 497                  | 24,3 | 2     |          |
|                                                              | Fine Gael                | Theresa Ahearn    | 5 462                  | 13,9 | 3     |          |
|                                                              | Parti travailliste       | Michael Ferris    | 7 080                  | 18,1 | 4     |          |
|                                                              | Fianna Fáil              | Seán McCarthy     | 7 360                  | 18,8 |       |          |
|                                                              | Fine Gael                | Brendan Griffin   | 5 648                  | 14,4 |       |          |
|                                                              | Sans étiquette           | Séamus Healy      | 2 859                  | 7,3  |       |          |
|                                                              | Démocrates progressistes | Thomas Lonergan   | 1 171                  | 3,0  |       |          |
|                                                              | Sans étiquette           | William Fitzsimon | 93                     | 0,2  |       |          |
| 'Électorat : ? Valide : 39,170 Quota : 9 793 Participation : |                          |                   |                        |      |       |          |

### Élections générales de 1987
| Parti                                                        | Parti                            | Candidat         | Première préférence | %    | Siège | Comptage |
| ------------------------------------------------------------ | -------------------------------- | ---------------- | ------------------- | ---- | ----- | -------- |
|                                                              | Fine Gael                        | Brendan Griffin  | 4,542               | 10.9 | 1     |          |
|                                                              | Sans étiquette                   | Seán Treacy      | 5,126               | 12.4 | 2     |          |
|                                                              | Fianna Fáil                      | Seán McCarthy    | 6,877               | 16.6 | 3     |          |
|                                                              | Fianna Fáil                      | Noel Davern      | 5,412               | 13.0 | 4     |          |
|                                                              | Fianna Fáil                      | Seán Byrne       | 5,372               | 12.9 |       |          |
|                                                              | Fine Gael                        | John Crowe       | 3,938               | 9.5  |       |          |
|                                                              | Parti travailliste               | Michael Ferris   | 3,820               | 9.2  |       |          |
|                                                              | Démocrates progressistes         | Anthony Kehoe    | 2,524               | 6.1  |       |          |
|                                                              | Démocrates progressistes         | Thomas Lonergan  | 1,878               | 4.5  |       |          |
|                                                              | Sans étiquette                   | Séamus Healy     | 1,457               | 3.5  |       |          |
|                                                              | Parti des travailleurs d'Irlande | Seán Hill        | 407                 | 1.0  |       |          |
|                                                              | Sans étiquette                   | Nicholas Quigley | 76                  | 0.2  |       |          |
|                                                              | Sans étiquette                   | Patrick Ryan     | 72                  | 0.2  |       |          |
| 'Électorat : ? Valide : 41,501 Quota : 8,301 Participation : |                                  |                  |                     |      |       |          |

### Élections générales de novembre 1982
| Parti                                                        | Parti              | Candidat           | Première préférence | %    | Siège | Comptage |
| ------------------------------------------------------------ | ------------------ | ------------------ | ------------------- | ---- | ----- | -------- |
|                                                              | Fianna Fáil        | Seán Byrne         | 8 080               | 20,1 | 1     | 1        |
|                                                              | Parti travailliste | Seán Treacy        | 8 050               | 20,0 | 2     |          |
|                                                              | Fianna Fáil        | Seán McCarthy      | 6,996               | 17.4 | 3     |          |
|                                                              | Fine Gael          | Brendan Griffin    | 6,905               | 17.1 | 4     |          |
|                                                              | Fine Gael          | Michael Fitzgerald | 4 407               | 10,9 |       |          |
|                                                              | Fianna Fáil        | Tom Ambrose        | 3 634               | 9,0  |       |          |
|                                                              | Fine Gael          | Anthony Kehoe      | 2 215               | 5,5  |       |          |
| 'Électorat : ? Valide : 40 287 Quota : 8 058 Participation : |                    |                    |                     |      |       |          |

### Élections générales de février 1982
| Parti                                                        | Parti              | Candidat           | Première préférence | %    | Siège | Comptage |
| ------------------------------------------------------------ | ------------------ | ------------------ | ------------------- | ---- | ----- | -------- |
|                                                              | Fianna Fáil        | Seán Byrne         | 8 705               | 22,0 | 1     | 1        |
|                                                              | Fine Gael          | Brendan Griffin    | 7 434               | 18,8 | 2     |          |
|                                                              | Parti travailliste | Seán Treacy        | 7 758               | 19,6 | 3     |          |
|                                                              | Fianna Fáil        | Seán McCarthy      | 5 711               | 14,4 | 4     |          |
|                                                              | Fianna Fáil        | Carrie Acheson     | 4 751               | 12,0 |       |          |
|                                                              | Fine Gael          | Michael Fitzgerald | 3 180               | 8,0  |       |          |
|                                                              | Fine Gael          | Terence Darmody    | 1 883               | 4,8  |       |          |
|                                                              | Sans étiquette     | William Fitzsimon  | 158                 | 0,4  |       |          |
| 'Électorat : ? Valide : 39 580 Quota : 7 917 Participation : |                    |                    |                     |      |       |          |

### Élections générales de 1981
| Parti                                                        | Parti              | Candidat        | Première préférence | %    | Siège | Comptage |
| ------------------------------------------------------------ | ------------------ | --------------- | ------------------- | ---- | ----- | -------- |
|                                                              | Parti travailliste | Seán Treacy     | 8,989               | 21.5 | 1     | 1        |
|                                                              | Fine Gael          | Brendan Griffin | 6,590               | 15.8 | 2     |          |
|                                                              | Fianna Fáil        | Seán McCarthy   | 5,716               | 13.7 | 3     |          |
|                                                              | Fianna Fáil        | Carrie Acheson  | 5,838               | 14.0 | 4     |          |
|                                                              | Fianna Fáil        | Seán Byrne      | 5,737               | 13.7 |       |          |
|                                                              | Sans étiquette     | T. J. Maher     | 3,728               | 8.9  |       |          |
|                                                              | Fine Gael          | John Crowe      | 2,596               | 6.2  |       |          |
|                                                              | Fine Gael          | Terence Darmody | 1,413               | 3.4  |       |          |
|                                                              | Fine Gael          | Louise Farrell  | 1,144               | 2.7  |       |          |
| 'Électorat : ? Valide : 41,751 Quota : 8,351 Participation : |                    |                 |                     |      |       |          |

### Élections générales de 1977
| Parti                                                         | Parti              | Candidat        | Première préférence    | %    | Siège | Comptage |
| ------------------------------------------------------------- | ------------------ | --------------- | ---------------------- | ---- | ----- | -------- |
|                                                               | Ceann Comhairle    | Seán Treacy     | Automatically returned | N/A  | 1     | 1        |
|                                                               | Fianna Fáil        | Noel Davern     | 11,715                 | 34.8 | 2     | 1        |
|                                                               | Fine Gael          | Brendan Griffin | 6,298                  | 18.7 | 3     |          |
|                                                               | Fianna Fáil        | Seán Byrne      | 6,412                  | 19.1 |       |          |
|                                                               | Parti travailliste | Michael Ferris  | 5,462                  | 16.2 |       |          |
|                                                               | Fine Gael          | Hubert Burke    | 3,400                  | 10.1 |       |          |
|                                                               | Sans étiquette     | Patrick Leahy   | 275                    | 0.8  |       |          |
|                                                               | Sans étiquette     | Paschal Ryan    | 104                    | 0.3  |       |          |
| 'Électorat : ? Valide : 33,666 Quota : 11,223 Participation : |                    |                 |                        |      |       |          |

### Élections générales de 1973
| Parti                                                        | Parti              | Candidat        | Première préférence | %    | Siège | Comptage |
| ------------------------------------------------------------ | ------------------ | --------------- | ------------------- | ---- | ----- | -------- |
|                                                              | Parti travailliste | Seán Treacy     | 7,611               | 20.6 | 1     | 1        |
|                                                              | Fine Gael          | Brendan Griffin | 5,777               | 15.6 | 2     |          |
|                                                              | Fianna Fáil        | Jackie Fahey    | 7,317               | 19.8 | 3     |          |
|                                                              | Fianna Fáil        | Noel Davern     | 6,117               | 16.6 | 4     |          |
|                                                              | Fianna Fáil        | William Ryan    | 4,793               | 13.0 |       |          |
|                                                              | Fine Gael          | Terence Darmody | 2,982               | 8.1  |       |          |
|                                                              | Fine Gael          | Michael Smyth   | 2,360               | 6.4  |       |          |
| 'Électorat : ? Valide : 36,957 Quota : 7,392 Participation : |                    |                 |                     |      |       |          |

### Élections générales de 1969
| Parti                                                        | Parti              | Candidat        | Première préférence | %    | Siège | Comptage |
| ------------------------------------------------------------ | ------------------ | --------------- | ------------------- | ---- | ----- | -------- |
|                                                              | Fianna Fáil        | Noel Davern     | 9,357               | 25.2 | 1     | 1        |
|                                                              | Fianna Fáil        | Jackie Fahey    | 6,098               | 16.5 | 2     |          |
|                                                              | Fine Gael          | Patrick Hogan   | 6,499               | 17.5 | 3     |          |
|                                                              | Parti travailliste | Seán Treacy     | 4,955               | 13.4 | 4     |          |
|                                                              | Fianna Fáil        | William Ryan    | 3,742               | 10.1 |       |          |
|                                                              | Fine Gael          | Brendan Griffin | 2,871               | 7.7  |       |          |
|                                                              | Fine Gael          | Peter Powell    | 1,705               | 4.6  |       |          |
|                                                              | Sans étiquette     | Seán Healy      | 1,073               | 2.9  |       |          |
|                                                              | Parti travailliste | Patrick O'Brien | 770                 | 2.1  |       |          |
| 'Électorat : ? Valide : 37,070 Quota : 7,415 Participation : |                    |                 |                     |      |       |          |

### Élections générales de 1965
| Parti                                                        | Parti              | Candidat           | Première préférence | %    | Siège | Comptage |
| ------------------------------------------------------------ | ------------------ | ------------------ | ------------------- | ---- | ----- | -------- |
|                                                              | Fianna Fáil        | Don Davern         | 8,540               | 23.2 | 1     | 1        |
|                                                              | Parti travailliste | Seán Treacy        | 7,005               | 19.0 | 2     |          |
|                                                              | Fianna Fáil        | Jackie Fahey       | 4,595               | 12.5 | 3     |          |
|                                                              | Fine Gael          | Patrick Hogan      | 4,359               | 11.8 | 4     |          |
|                                                              | Fine Gael          | Denis Burke        | 4,433               | 12.0 |       |          |
|                                                              | Fianna Fáil        | William Ryan       | 4,340               | 11.8 |       |          |
|                                                              | Fine Gael          | Timothy O'Donoghue | 3,560               | 9.7  |       |          |
| 'Électorat : ? Valide : 36,832 Quota : 7,367 Participation : |                    |                    |                     |      |       |          |

### Élections générales de 1961
| Parti                                                        | Parti              | Candidat           | Première préférence | %    | Siège | Comptage |
| ------------------------------------------------------------ | ------------------ | ------------------ | ------------------- | ---- | ----- | -------- |
|                                                              | Parti travailliste | Seán Treacy        | 7,260               | 19.5 | 1     |          |
|                                                              | Fianna Fáil        | Michael Davern     | 6,070               | 16.3 | 2     |          |
|                                                              | Fianna Fáil        | Dan Breen          | 5,717               | 15.3 | 3     |          |
|                                                              | Fine Gael          | Patrick Hogan      | 5,787               | 15.5 | 4     |          |
|                                                              | Fine Gael          | Michael Fitzgerald | 3,864               | 10.4 |       |          |
|                                                              | Fine Gael          | Denis Burke        | 3,465               | 9.3  |       |          |
|                                                              | Fianna Fáil        | Jackie Fahey       | 2,625               | 7.0  |       |          |
|                                                              | Fianna Fáil        | Frank Loughman     | 1,689               | 4.5  |       |          |
|                                                              | Sinn Féin          | Pilib Ó Cinneide   | 834                 | 2.2  |       |          |
| 'Électorat : ? Valide : 37,311 Quota : 7,463 Participation : |                    |                    |                     |      |       |          |

### Élections générales de 1957
| Parti                                                        | Parti              | Candidat        | Première préférence | %    | Siège | Comptage |
| ------------------------------------------------------------ | ------------------ | --------------- | ------------------- | ---- | ----- | -------- |
|                                                              | Fianna Fáil        | Michael Davern  | 7,563               | 22.4 | 1     | 1        |
|                                                              | Fianna Fáil        | Dan Breen       | 6,359               | 18.9 | 2     |          |
|                                                              | Fine Gael          | Richard Mulcahy | 4,407               | 13.1 | 3     |          |
|                                                              | Fianna Fáil        | Frank Loughman  | 4,579               | 13.6 | 4     |          |
|                                                              | Fine Gael          | Patrick Crowe   | 4,456               | 13.2 |       |          |
|                                                              | Parti travailliste | Seán Treacy     | 4,352               | 12.9 |       |          |
|                                                              | Fine Gael          | John Morrissey  | 1,990               | 5.9  |       |          |
| 'Électorat : ? Valide : 33,706 Quota : 6,742 Participation : |                    |                 |                     |      |       |          |

### Élections générales de 1954
| Parti                                                        | Parti              | Candidat         | Première préférence | %    | Siège | Comptage |
| ------------------------------------------------------------ | ------------------ | ---------------- | ------------------- | ---- | ----- | -------- |
|                                                              | Fianna Fáil        | Dan Breen        | 8,291               | 23.0 | 1     | 1        |
|                                                              | Fianna Fáil        | Michael Davern   | 6,941               | 19.2 | 2     |          |
|                                                              | Fine Gael          | Richard Mulcahy  | 4,828               | 13.4 | 3     |          |
|                                                              | Fine Gael          | Patrick Crowe    | 5,513               | 15.3 | 4     |          |
|                                                              | Fianna Fáil        | Michael Lacey    | 3,962               | 11.0 |       |          |
|                                                              | Fine Gael          | John Morrissey   | 3,171               | 8.8  |       |          |
|                                                              | Parti travailliste | Patrick Walsh    | 1,727               | 4.8  |       |          |
|                                                              | Parti travailliste | Michael Kilkelly | 1,695               | 4.7  |       |          |
| 'Électorat : ? Valide : 36,128 Quota : 7,226 Participation : |                    |                  |                     |      |       |          |

### Élections générales de 1951
| Parti                                                        | Parti              | Candidat         | Première préférence | %    | Siège | Comptage |
| ------------------------------------------------------------ | ------------------ | ---------------- | ------------------- | ---- | ----- | -------- |
|                                                              | Fine Gael          | Richard Mulcahy  | 5,745               | 15.6 | 1     |          |
|                                                              | Fianna Fáil        | Dan Breen        | 6,842               | 18.5 | 2     |          |
|                                                              | Fianna Fáil        | Michael Davern   | 6,833               | 18.5 | 3     |          |
|                                                              | Fine Gael          | Patrick Crowe    | 2,384               | 6.5  | 4     |          |
|                                                              | Fianna Fáil        | Frank Loughman   | 5,019               | 13.6 |       |          |
|                                                              | Fine Gael          | John Morrissey   | 2,272               | 6.2  |       |          |
|                                                              | Parti travailliste | Patrick Walsh    | 2,182               | 5.9  |       |          |
|                                                              | Sans étiquette     | Colm O'Donnell   | 1,892               | 5.1  |       |          |
|                                                              | Parti travailliste | Michael Kilkelly | 1,585               | 4.3  |       |          |
|                                                              | Clann na Poblachta | John Timoney     | 1,506               | 4.1  |       |          |
|                                                              | Sans étiquette     | George Furlong   | 638                 | 1.7  |       |          |
| 'Électorat : ? Valide : 36,898 Quota : 7,380 Participation : |                    |                  |                     |      |       |          |

### Élections générales de 1948
| Parti                                                        | Parti              | Candidat           | Première préférence | %    | Siège | Comptage |
| ------------------------------------------------------------ | ------------------ | ------------------ | ------------------- | ---- | ----- | -------- |
|                                                              | Fianna Fáil        | Dan Breen          | 7,931               | 21.8 | 1     | 1        |
|                                                              | Fine Gael          | Richard Mulcahy    | 5,225               | 14.4 | 2     |          |
|                                                              | Fianna Fáil        | Michael Davern     | 6,176               | 17.0 | 3     |          |
|                                                              | Clann na Poblachta | John Timoney       | 1,914               | 5.3  | 4     |          |
|                                                              | Fianna Fáil        | Frank Loughman     | 3,909               | 10.8 |       |          |
|                                                              | Clann na Talmhan   | Michael Fitzgerald | 3,257               | 9.0  |       |          |
|                                                              | Clann na Poblachta | Denis O'Driscoll   | 1,674               | 4.6  |       |          |
|                                                              | Fine Gael          | Patrick Crowe      | 1,626               | 4.5  |       |          |
|                                                              | Fine Gael          | John Morrissey     | 1,587               | 4.4  |       |          |
|                                                              | Parti travailliste | Denis O'Sullivan   | 1,487               | 4.1  |       |          |
|                                                              | Parti travailliste | Richard Stapleton  | 821                 | 2.3  |       |          |
|                                                              | Clann na Poblachta | John Murray        | 722                 | 2.0  |       |          |
| 'Électorat : ? Valide : 36 329 Quota : 7 266 Participation : |                    |                    |                     |      |       |          |